# Тише
Тише́ (фр. Tichey) — коммуна во Франции, находится в регионе Бургундия. Департамент коммуны — Кот-д’Ор. Входит в состав кантона Сёр. Округ коммуны — Бон.
Код INSEE коммуны — 21637.

## Население
Население коммуны на 2010 год составляло 211 человек.
| 1962 | 1968 | 1975 | 1982 | 1990 | 1999 | 2010 |
| ---- | ---- | ---- | ---- | ---- | ---- | ---- |
| 204  | 191  | 185  | 195  | 187  | 172  | 211  |

## Экономика
В 2010 году среди 119 человек трудоспособного возраста (15—64 лет) 84 были экономически активными, 35 — неактивными (показатель активности — 70,6 %, в 1999 году было 63,0 %). Из 84 активных жителей работали 76 человек (42 мужчины и 34 женщины), безработных было 8 (2 мужчин и 6 женщин). Среди 35 неактивных 12 человек были учениками или студентами, 14 — пенсионерами, 9 были неактивными по другим причинам.